# Gilles Bernheim

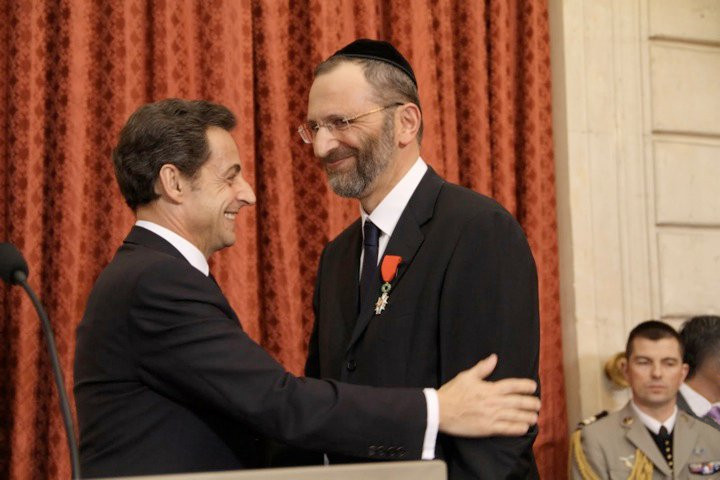
Präsident Nicolas Sarkozy verleiht den Orden der Ehrenlegion an Gilles Bernheim (Élysée-Palast, 2010)

Gilles Bernheim (* 30. Mai 1952 in Aix-les-Bains) ist ein französischer Rabbiner. Er wurde im Juni 2008 zum Oberrabbiner (Grand Rabbin) von Frankreich gewählt. Seine Amtszeit begann im Januar 2009.
1952 in eine jüdische Familie aus dem Elsass mit osteuropäischen Wurzeln geboren, studierte er nach seinem französischen Schulabschluss in Israel an der Jeschiwa in Netiwot und anschließend in Jerusalem. Von 1978 bis 1996 war er Rabbiner für Studenten. Anschließend war er ab 1997 Rabbiner der Großen Synagoge von Paris, bis er 2009 sein neues Amt als Großrabbiner in der Nachfolge von Joseph Sitruk (* 1944) antrat.
Anfang April 2013 berichteten französische Medien über Plagiatsvorwürfe gegen Bernheim; ihm wird vorgeworfen, in seinem Buch Quarante Méditations Juives lange Passagen aus den Werken anderer Autoren abgeschrieben zu haben, u. a. von Jean-François Lyotard und Elie Wiesel. Auch in seinem 15-seitigen Essay Mariage homosexuel, homoparentalité et adoption: Ce que l’on oublie souvent de dire („Homo-Ehe, Homo-Elternschaft und Adoption: Was man dabei oft zu sagen vergisst“) wurden zahlreiche wörtliche Übernahmen nachgewiesen. Zudem habe er seinen Lebenslauf manipuliert und einen akademischen Grad in Philosophie erfunden. Am 11. April 2013 legte Bernheim sein Amt nieder. Sein interimistischer Amtsnachfolger war Michel Gugenheim.